# ラインフェルデン＝エヒターディンゲン
ラインフェルデン＝エヒターディンゲン (ドイツ語: Leinfelden-Echterdingen) は、ドイツ連邦共和国バーデン＝ヴュルテンベルク州シュトゥットガルト行政管区のエスリンゲン郡に属す市で、州都シュトゥットガルトの南に接している。本市はシュトゥットガルト地方（1992年まではミッテレラー・ネッカー地方）およびシュトゥットガルト大都市圏に属している。
市町村再編で1975年に新設されたこの街は、市創設時にすでに人口2万人を超えていた。このため1976年7月1日に大規模郡都市に格づけられた。現在は、エスリンゲン・アム・ネッカー、フィルダーシュタット、ニュルティンゲン、キルヒハイム・ウンター・テックに次ぐエスリンゲン郡で5番目に大きな自治体で、シュトゥットガルト上級中心地区内のシュトゥットガルト中級中心地区に属す。

## 地理

### 位置
ラインフェルデン＝エヒターディンゲンは、フィルダー高地の高度 341 m から 498 m に位置しており、北はシュトゥットガルトの市街地と境を接する。西と南はシェーンブーフの森林地区およびジーベンミューレンタールに面している。

### 隣接する市町村
北から時計回りに、以下の市町村がラインフェルデン＝エヒターディンゲンと境を接している。シュトゥットガルト（郡独立市）、フィルダーシュタット（エスリンゲン郡）、ヴァルトブーフ、シュタイネンブロン、ベーブリンゲン、ジンデルフィンゲン（以上いずれもベーブリンゲン郡）。

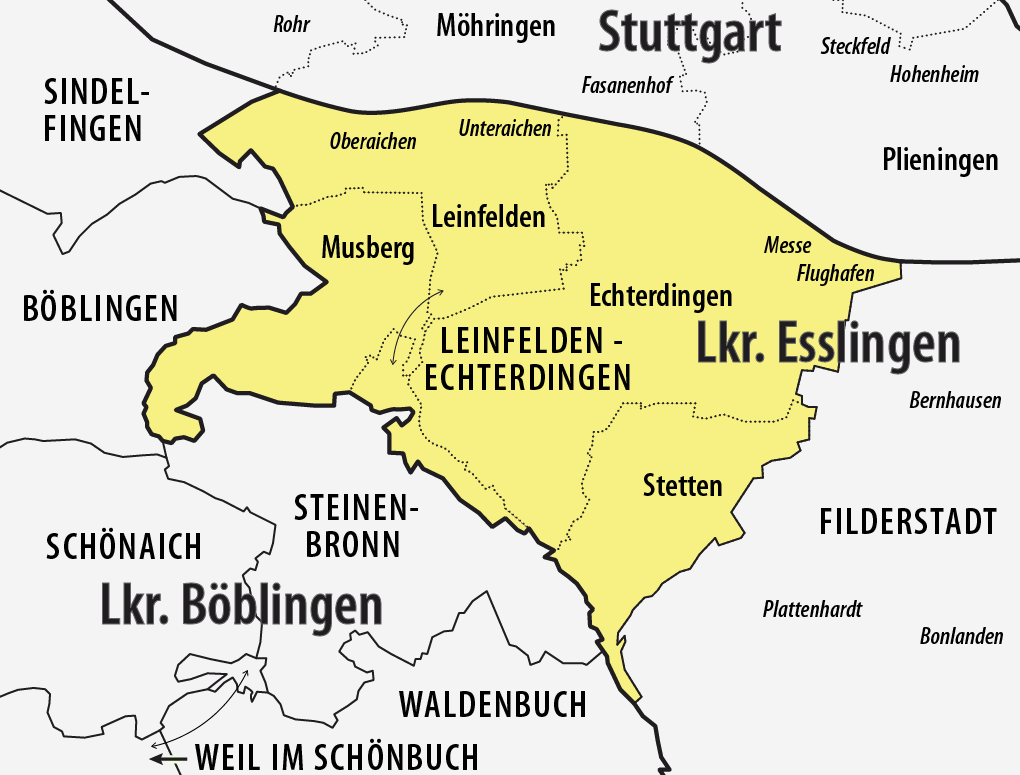
ラインフェルデン＝エヒターディンゲンの市区図

### 市の構成
ラインフェルデン＝エヒターディンゲンの市域は、ラインフェルデン、エヒターディンゲン、ムスベルク、シュテッテンの4つの市区からなる。市区は、かつての同名の市町村と同一の範囲である。市区の公式表記は「シュタットタイル」（市区）と明記した後、ハイフンでつないで市区名を記述する。
ラインフェルデン市区（人口13,514人）には、旧ラインフェルデン市とその市区であったオーバーアイヒェン、ウンターアイヒェン、ホーフ・シュレヒツミューレ、ホーフ・シュレスレスミューレ、ハウス・ゼーブルッケンミューレと廃村のミッテルアイヒェンが含まれる。
エヒターディンゲン市区（人口13,946人）には、エヒターディンゲンおよび廃村のハーゲンブーフホーフまたはヘークナハ、ホーフシュテッテン、クラインアイヒェン、ネッカースヴァイラー、ニーダーベヒバッハ、シェメラーあるいはシュタウダハ、および無名の集落が含まれる。
ムスベルク市区（人口5,102人）には、ムスベルクおよびハウス・エーゼルスミューレ、ハウス・モイレスミューレ、ハウス・オーベーレ・ミューレ、廃村のニーダーヴァイラー集落が含まれる。
シュテッテン市区（人口5,704人）にはシュテッテン・アウフ・デン・フィルデルンおよびハウス・コッヘンミューレ、ハウス・ヴァルツェンミューレ、廃村のホーエンエーゲルテン、ルッツェンハウゼン、ノイミューレが含まれる。さらに古い小集落を起源とするホーフ・ウント・ヴァイダッハ住宅地もこの市区に属す。

### 土地利用
2021年現在のこの街の用途別土地面積および占有率は以下の通りである。
| 用途         | 面積 (ha) | 占有率 (%) |
| ------------ | --------- | ---------- |
| 住宅用地     | 359       | 12.0       |
| 商工業用地   | 200       | 6.7        |
| レジャー用地 | 57        | 1.9        |
| 交通用地     | 405       | 13.6       |
| 農業用地     | 930       | 31.1       |
| 森林         | 925       | 30.9       |
| 水域         | 12        | 0.4        |
| その他       | 101       | 3.4        |
| 合計         | 2989      | 100.0      |

## 歴史

### 市町村合併まで
1975年1月1日にラインフェルデン市とエヒターディンゲン、ムスベルク、シュテッテン・アウフ・デン・フィルデルンが合併してラインフェルデン＝エヒターディンゲン市が成立した。4つの市区はそれぞれ長い歴史を有している。
エヒターディンゲンは1185年に、シュテッテンとムスベルクは1229年に、ラインフェルデンは1269年に、オーバーアイヒェンは1287年に初めて文献に記録されている。ムスベルクとシュテッテン（ホーフ・ウント・ヴァイダッハを含む）が属したライフェルデンのエムトライン（地方行政機関）は1524年に初めて記録されている。この村は1557年からヴュルテンベルクに属した。ヴュルテンベルク王国の新しい行政組織への移行に伴い、シュテッテンは1810年に、ムスベルクは1819年にラインフェルデンのエムトラインから離脱し、このエムトラインはその後廃止された。これ以後、いずれもアムト・シュトゥットガルトまたはアムツオーバーアムト・シュトゥットガルトに属すエヒターディンゲンと4つの町村が存在した。

アンドレアス・キーザーによって描かれたラインフェルデン＝エヒターディンゲンに属す集落の絵図
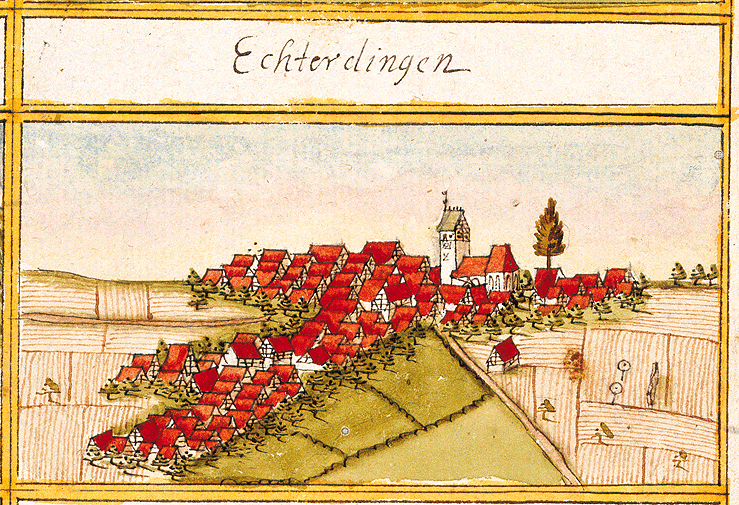
エヒターディンゲン (1683年)
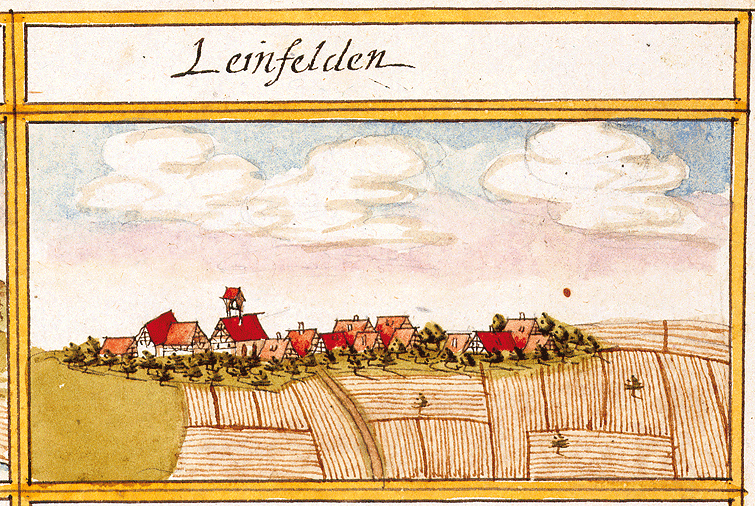
ラインフェルデン (1683年)
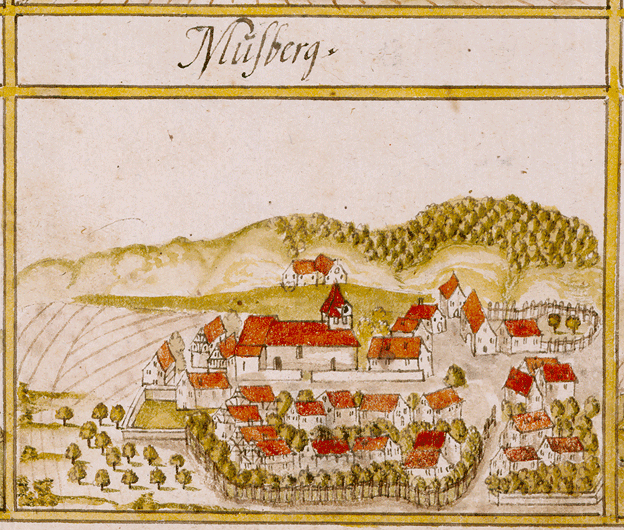
ムスベルク (1681年)
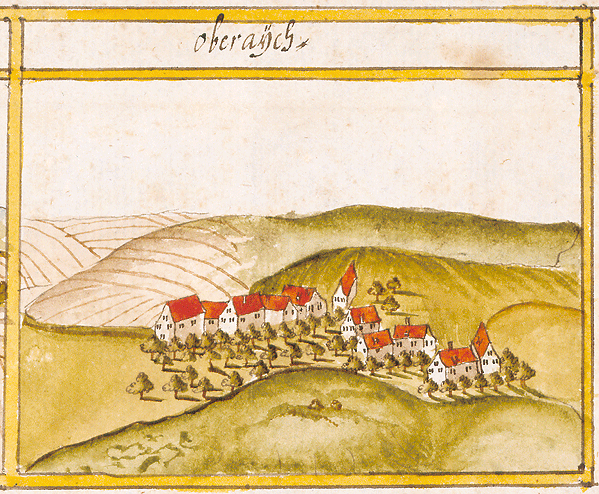
オーバーアイヒェン (1681年)
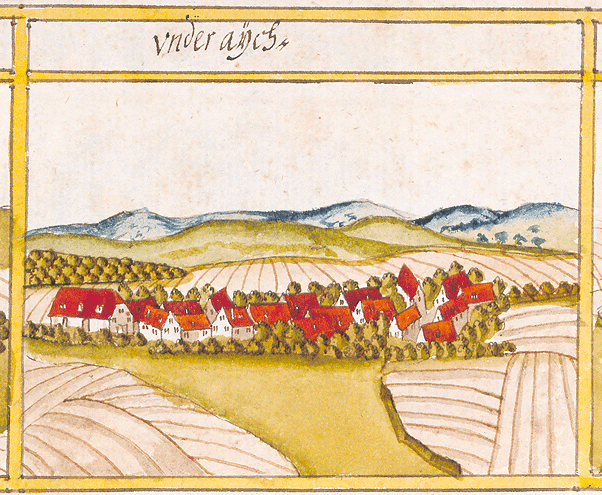
ウンターアイヒェン (1681年)
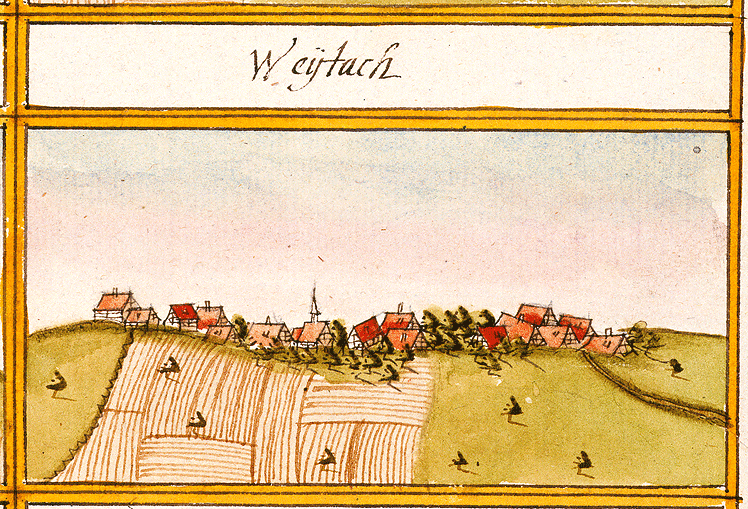
ヴァイルダッハ (1683年)

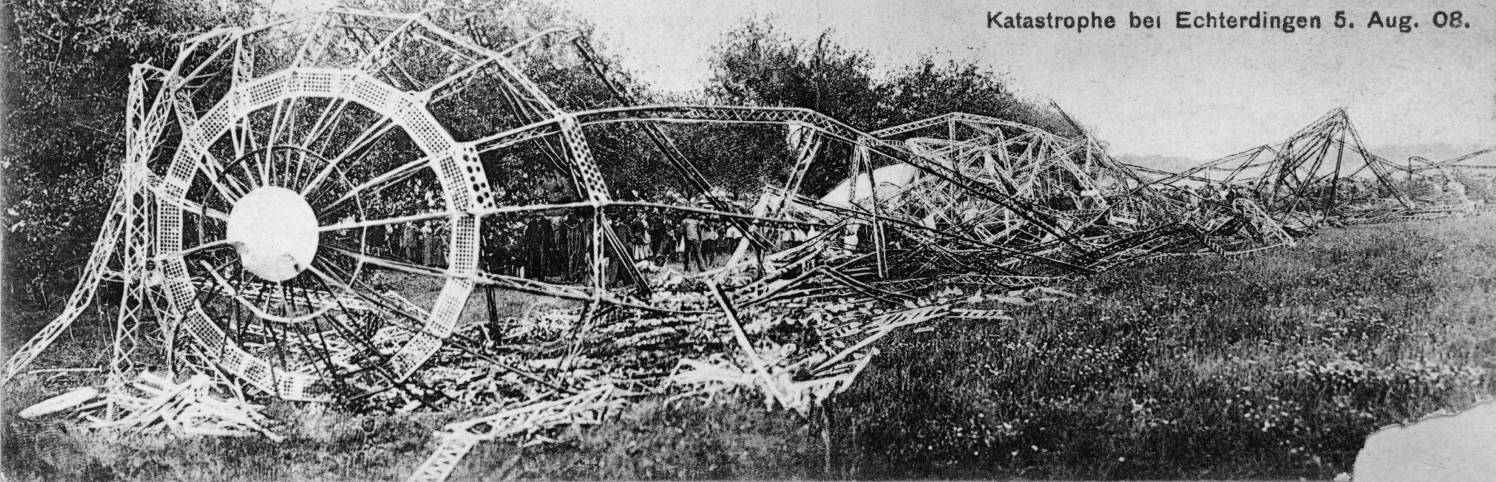
嵐で完全に破壊された LZ 4 の骨組み

1908年8月5日にツェッペリン伯フェルディナントは、飛行船 LZ 4 の試験飛行中にエンジンの故障によりエヒターディンゲン近郊の草地に着陸した（これは飛行船が固い地面に着陸した最初の例であった）。LZ 4 は同じ日の午後に嵐によって完全に破壊された。
1926年、ラインフェルデン、オーバーアイヒェン、ウンターアイヒェンが合併して1つの自治体となった。この年にアムツオーバーアムト・シュトゥットガルトが廃止された。エヒターディンゲンとシュテッテン・アウフ・デン・フィルデルンはエスリンゲン郡、ラインフェルデンとムスベルクはベーブリンゲン郡に属した。1942年にファザーネンホーフ住宅地がエヒターディンゲンから分離され、シュトゥットガルト市に編入された。
1944年から1945年2月/3月まで、アルザスに設けられていたナッツヴァイラー強制収容所の支所としてエヒターディンゲン強制収容所が空港（当時は航空基地）に設けられた。この外部指令所は、たとえば連合軍爆撃機の攻撃によって被った損傷を修復するために、トート機関によって計画、建設された。約600人のユダヤ人収容者が強制労働の間収監されていた白い格納庫（「エスキモーホール」）は現在も「サウス・エアフィールド」と呼ばれるアメリカ軍飛行場部分に存在している。やせ細った人々は、空軍兵士に監視されながら採石場（たとえば、ベルンハウゼン近郊のエーマーラント）まで身を引きずるように歩き、また戻ってきた。時には一人で歩くことができず、2人の収容者仲間に引きずられたり、二輪車で運ばれたりもした。こうした殺人的な状況の中で落命した強制収容所の収容者たちの集団墓地は、ラムスクリンゲの近くと空港の格納庫の近くでほとんど偶然発見された。2005年秋に34人の収容者の遺体が、格納庫から約 100 m 離れた場所で見つかり、ユダヤ教の作法にしたがった儀式の後、発見場所に埋葬された。2007年4月15日の日曜日に、強制収容所の34人の犠牲者のために墓石が建立された。空港の運営を維持するために、戦時中にはおそらく千人以上の外国人・強制労働者が使役されたが、彼らの詳しい運命を再現することは困難である。
1945年に、現在ラインフェルデン＝エヒターディンゲンを構成するすべての集落がアメリカ管理地区の一部となり、新設されたヴュルテンベルク＝バーデン州に属した。この州は1952年に現在のバーデン＝ヴュルテンベルク州となった。
1965年4月26日にラインフェルデンが市に昇格した。
市町村再編に伴い、1975年1月1日にランフェルデン市とムスベルク（ベーブリンゲン郡）ならびにエヒターディンゲン、シュテッテン・アウフ・デン・フィルデルン（エスリンゲン郡）が合併して新たにラインフェルデン＝エヒターディンゲン市が成立した。この新しい自治体はこれ以後エスリンゲン郡に属している。

## 住民

### 宗教
ラインフェルデン＝エヒターディンゲン市を構成する4つの旧市町村の住民は元々コンスタンツ司教区に属していた。これらの集落は古くから政治上はヴュルテンベルクに属しており、このためここでも1535年にウルリヒ公により宗教改革が行われ、これ以後何世紀もの間プロテスタントが主流であった。各市区にはそれぞれ、固有の教会を持つ福音主義教会組織が存在する。
エヒターディンゲンの福音主義教会区は市内で最も古い教会である。ヴァイダッハ、ラインフェルデン、オーバーアイヒェン、ウンターアイヒェンも元はその管轄下にあった。1563年にラインフェルデンは、オーバーアイヒェンおよびウンターアイヒェンとともにムスベルクの支教会となった。しかし1896/97年にラインフェルデンに固有の教会（ペーターおよびパウル教会）が建設された。その後ウンターアイヒェンもラインフェルデンの教会組織に属したが、独自の支教会参議会を有していた。ラインフェルデンは1957年にウンターアイヒェンを含む固有の教会区を組織した。ウンターアイヒェンでは1962年に集会所が、1974年に復活教会が建設された。オーバーアイヒェンは1964年までムスベルクの支教会のままであったが、その後固有の教会（平和教会、1962-1964年建造）を持つ独立した教会組織となった。
ムスベルクの教会は、1563年まではメーリンゲンやヴァイヒンゲンに属し、その後独立した。その管轄下にはロール（1857年まで）、ラインフェルデン、オーバーアイヒェン、ウンターアイヒェンがあった。ラインフェルデン、オーバーアイヒェン、ウンターアイヒェンの分離後ムスベルクは1964年から単独の教会組織を形成した。この教会は、1563年に建造され、1682年に改築された市内で2番目に古い教会で礼拝を行っている。
シュテッテン・アウフ・デン・フィルデルンの信者たちは様々な教区に属していた。1304年にはすでにこの集落に礼拝堂が存在していた。その後この集落は教会組織上ベルンハウゼンに属し、1819年にエヒターディンゲンに属した。ヴァイダッハはすでに1296年からエヒターディンゲンに属していた。ホーフ集落も初めは同じくベルンハウゼンに属していたが、その後ムスベルクに、さらに1816年からエヒターディンゲンに属した。シュテッテン・アウフ・デン・フィルデルン固有の教区は1957年に設けられた。教会堂は1935年にすでに建設されていた。その先代の建物は14世紀に記録が遺る礼拝堂であり、中世にはヴァイダッハの巡礼礼拝堂であった。
ラインフェルデン＝エヒターディンゲン市内の6つの教会はいずれも、かつてはデガーロッホ教会管区に属していた。ベルンハウゼンは1981年にヴュルテンベルク福音主義州教会内で固有の教会管区の本部所在地となった。現在、ラインフェルデン＝エヒターディンゲン市内のすべての教会がその管轄下にある。エヒターディンゲンには、アルトピーティスティシェ教会、リーベンツェラー教会、ミヒャエル・ハーンシェ教会も存在する。
ラインフェルデン＝エヒターディンゲンでは、20世紀になってから再びカトリック信者が現れた。ほぼすべての市区にカトリック教会が建設された。エヒターディンゲンでは、1956年に聖ラファエル教会が建設され、1968年に司祭区に昇格した、それ以前の1946年にはすでに礼拝所が設けられていた。シュテッテンもこの教会に属している。ラインフェルデンでは1964年に聖ペトルスおよびパウルス教会が建設された。ムスベルクもこの教会に属すが、1976年以降独自の聖十字教会を有している。エヒターディンゲンとラインフェルデンの両教会はロッテンブルク＝シュトゥットガルト司教区のエスリンゲン＝ニュルティンゲン首席司祭区内で司牧会1を形成している。
福音主義州教会およびローマ＝カトリック教会の他に、ラインフェルデン＝エヒターディンゲンには自由教会も存在する、福音主義メソジスト教会などがそれである。
これに加えて、エヒターディンゲンにはモスクが存在する。ラインフェルデン市区とエヒターディンゲン市区にはそれぞれ新使徒教会の組織もある。

### 人口推移
人口調査結果 (*) または州統計局の公式研究結果に基づく人口推移を以下に示す（この街を主たる住所地とする人口）。1961年から1970年までの数値は、4つの旧自治体の人口の合計値である。
|  |  |

## 行政

### 議会
ラインフェルデン＝エヒターディンゲンの市議会は5年ごとに住民の選挙によって選出される26議席からなる。市議会は、これらの選出された名誉職の議員と、議長を務める上級市長で構成される。上級市長は市議会において投票権を有している。

### 首長
本市のトップは、8年ごとに住民による選挙で選出される「オーバービュルガーマイスター」（直訳: 上級市長）である。上級市長は市議会の議長を務める。上級市長代理を務める第1市議会議員は「エルスター・ビュルガーマイスター」（直訳: 第1市長）、もう1人の代行者は「ビュルガーマイスター」（直訳: 市長）を公式名称とする。
1975年の市の創設以後の首長を列記する。
- 1975年 - 1985年: ヴァルター・シュヴァイツァー (FW)、初め市長、1986年7月1日から上級市長。
- 1985年 - 2001年: ヴォルフガング・フィッシャー (SPD)
- 2002年 - : ローラント・クレンク (CDU)

### 青年議会
青年議会は2016年11月17日に設立された。2年ごとに14歳から21歳の若者が選出され、市当局、市議会、上級市長に対して意見、アイデア、利害を表明し、主張することができる。

ラインフェルデン＝エヒターディンゲンの旗

### 紋章と旗
図柄: 金地に青い輪。輪は青い横線で上下二分割。上部の半円はさらに青い縦線で左右二分割（ゼスター）。
紋章と旗は、1978年3月22日に行政管区長官によって認可された。紋章の意匠は古いエヒターディンゲンの町の印で「ゼスター」（穀物の計量器）を表している。この紋章記述は古いラインフェルデンの紋章から採られたものである。市の旗は、青 - 黄色 である。

### 姉妹都市
ラインフェルデン＝エヒターディンゲン市は、以下の都市と姉妹都市協定を締結している。
- マノスク（フランス、アルプ＝ド＝オート＝プロヴァンス県）1973年。マノスクとラインフェルデンとの姉妹自治体協定は、1975年の市町村合併後、新設されたラインフェルデン＝エヒターディンゲン市に引き継がれた。
- ポルタヴァ（ウクライナ、ポルタヴァ州）1988年。フィルダーシュタット、オストフィルデルンと共同の姉妹都市協定である。
- ヨーク（アメリカ合衆国、ペンシルベニア州）1989年
- ヴォゲーラ（イタリア、ロンバルディア州）2000年。ヴォゲーラはすでにマノスクと姉妹都市となっていたため、三者姉妹都市となった。

## 文化と見所

### 演劇
- コメーデ＝ショイアー・モイレスミューレ: シュヴァーベン方言による演劇。「ハネスと市長」シリーズで知られている（2023年まで）[13]。
- テアターLE: シュヴァーベン方言による演劇（2008年に閉鎖）
- テアター・ウンター・デン・クペルン: ミュージカル、子供劇、方言劇、一般演劇

### 博物館
ラインフェルデンにはドイツ・トランプ博物館がある。エヒターディンゲンにはラインフェルデン＝エヒターディンゲン市立博物館（旧郷土博物館）がある。

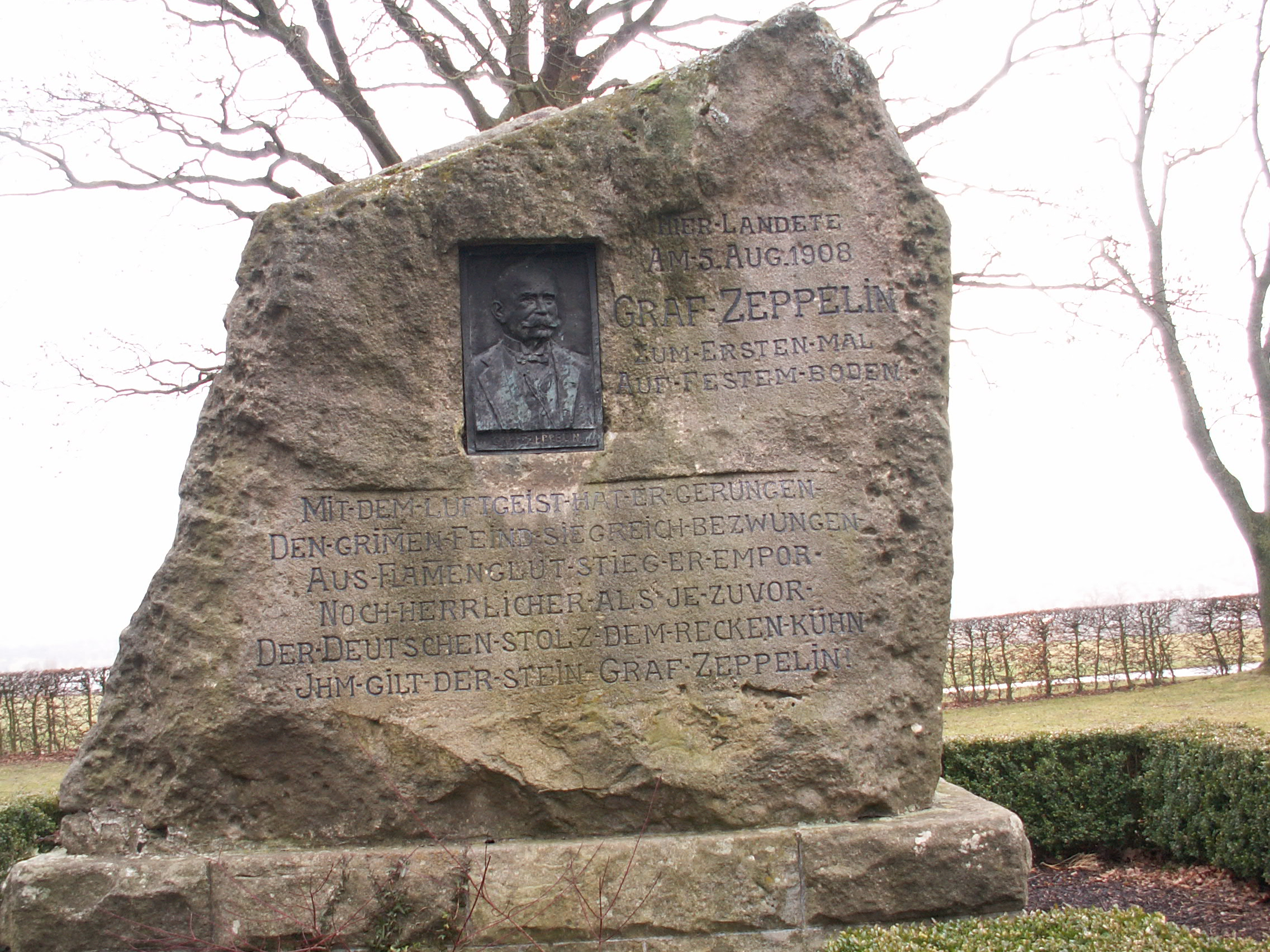
ツェッペリンシュタイン

### 記念碑
エヒターディンゲン墓地の追悼碑は、航空基地近郊での強制労働の犠牲となった100人を超える強制収容所収容者を追悼している。
ツェッペリンシュタインは、飛行船 LZ 4 の不時着を記念している。

### 音楽
ラインフェルデン＝エヒターディンゲンは、古典派後期からロマン派後期の文学作品をテーマとするプログラムを演奏する交響楽団「Vielharmoniker」（フィールハーモニカー）の本拠地である。2003年に結成され、地域を越えて有名で活動を行っているゴスペルコーラス「チルドレン・オブ・ジョイ」はムスベルク市区で練習を行っている。
この他に4つの市区のいずれにも音楽クラブが存在する（ムジークフェライン・シュタットカペレ・ラインフェルデン、ムジークフェライン・エヒターディンゲン、ムジークフェライン・ムスベルク、ムジークフェライン・シュテッテン/フィルダー e.V.）。2007年10月に新メッセ・シュトゥットガルトのオープンを機に、ムジークフェライン・シュタットカペレ・ラインフェルデンがラインフェルデン＝エヒターディンゲン市とともに主導した LE マーチング・バンドが初めて登場した。
ムジークフェライン・エヒターディンゲンは1959年から「エヒターディンガー・ムジカンテン」を形成してボヘミア＝モラヴィアの吹奏楽の伝統を護る活動を行っており、広く市や州の境を超えて成功している。
アルビ・ヘーフェレが率いる LE ビッグバンドは市立音楽学校に所属している。その活躍は州全域で知られており、ジャズ・オープン・イン・シュトゥットガルト 2006 にも出演した。

### スポーツ
本市の最も重要なスポーツクラブは、 TSV ラインフェルデン 1900 e.V.、TV エヒターディンゲン 1892 e.V.、TSV ムスベルク、SpVgg シュテッテン/フィルダー 1900 e.V. である。さらに陸上競技、テニス、体操、卓球、バドミントン、バレーボール、サッカーなどの機会がある。TSV ムスベルクのレスリング選手は、2010/11年シーズンにレスリング・ブンデスリーガで戦った。

### かつてのスキーリフト

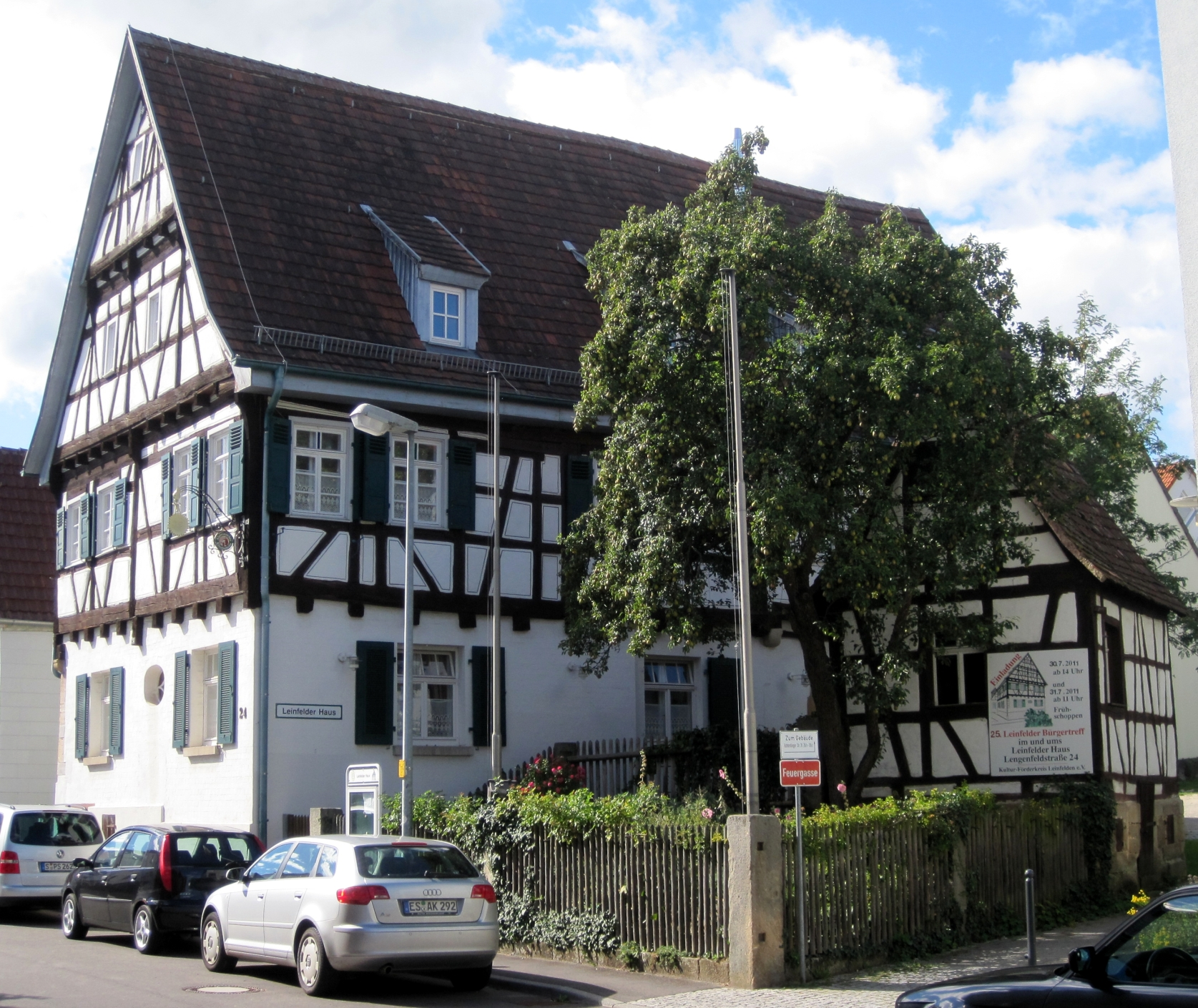
ラインフェルダー・ハウス

ムスベルクの南、ジーベンミューレンタールからハウベルクへのスキーリフトがある。このリフトはピッツムス（Pizmus または Piz Mus）と呼ばれるがこれは、レトロマンシュ語で山頂を意味する Piz と地区名の Musberg に由来する。この名称は1966年に退職するまで長らく町長を務めたグスタフ・エグラーが命名したものである。彼は早くも1952年から町議会と「観光」というテーマで、スキージャンプ台、スイーツショップを併設したスキーリフト、スキー倉庫の設置可能性について検討を行った。まず、1955年2月にジャンプ台が稼働を始め、1964年に町議会はシュレップリフト（滑走式リフト）またはテラーリフト（T-バー式リフト）の建設を決定した。1965年にオーストリアの企業ドッペルマイヤーが全長 270 m の施設を建設した。照明を備えた3本の支柱で、谷側の高度 397 m と山側の 445 m との高度差 48 m を結んだ。速度は 2 m/s で、所要時間は約2分半、輸送能力は毎時800人である。しかし、資産の継承に関する紛争、冬季の雪不足、投資上の懸念などの問題があり、リフトは1995年から稼働していない。近くには、1955年にオープンし、世界大会も開催されたジャンプ台があった。

### 建築
ラインフェルデン＝エヒターディンゲンの重要な建築は、1570年建造のラインフェルダー・ハウス、高さ 52 m の塔（1439年着工）を持つエヒターディンゲンの福音主義シュテファヌス教会（旧我らが聖母教会）、ラインフェルデンの福音主義ペーターおよびパウル教会（1896/97年建造）、ムスベルクの三位一体教会（1563年建造、中世の東塔を有する。1682年に改築）、シュテッテン福音主義教会（1935年建造）がある。エヒターディンゲン中心部では教会の他に古い町役場（1500年頃建造）、十分の一税倉庫、牧師館、フィリップ＝マテウス＝ハーン＝ウーアも特筆に値する。エヒターディンゲンの郊外に、飛行船が初めて固い地面に着陸したことを記念するツェッペリンシュタインがある。2004年、長い合意形成の過程の後、エヒターディンゲン地区内にバーデン＝ヴュルテンベルク州立メッセの建設が始まった。1920年に建設されたムスベルクの旧町役場も見応えがある。

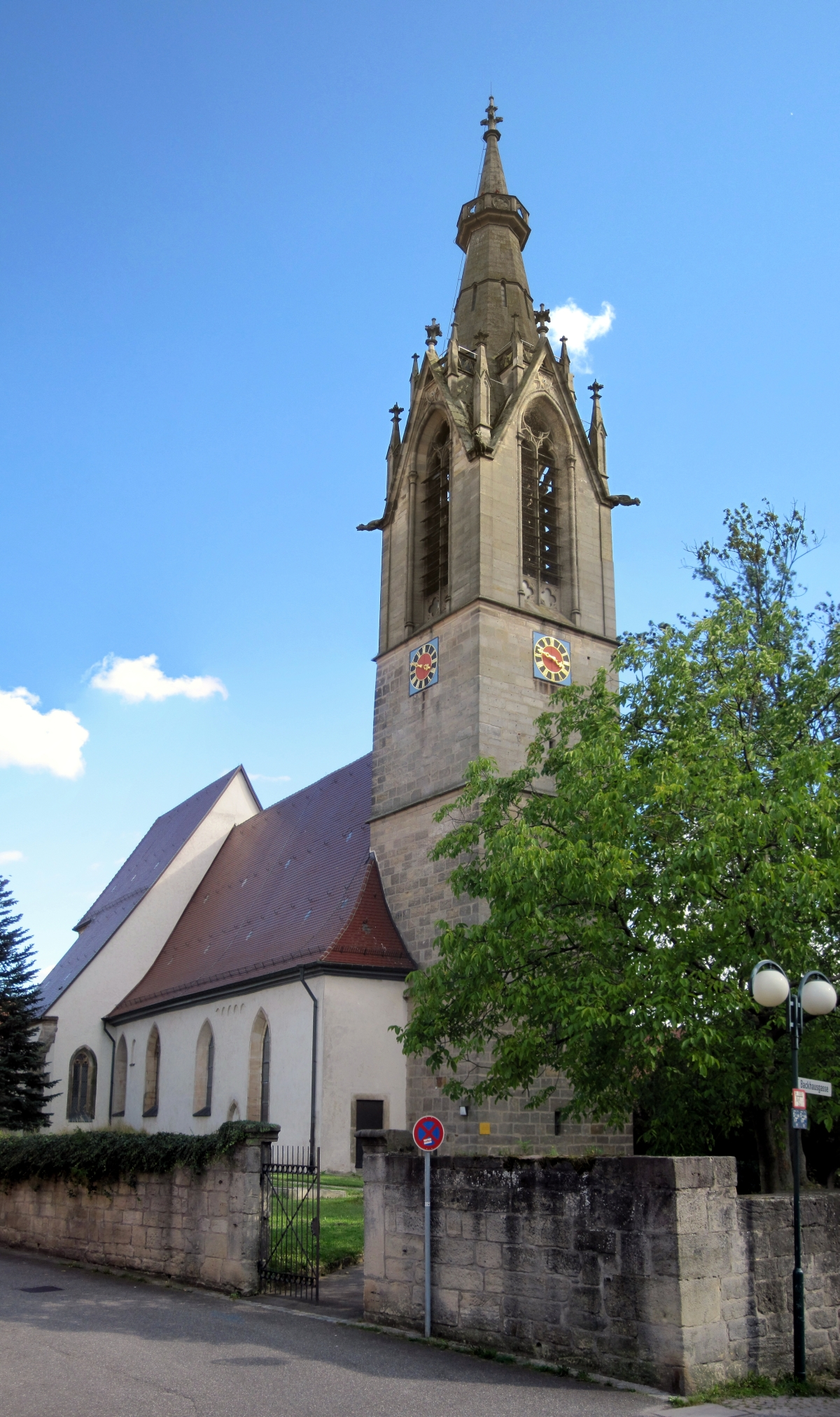
エヒターディンゲンのシュテファヌス教会
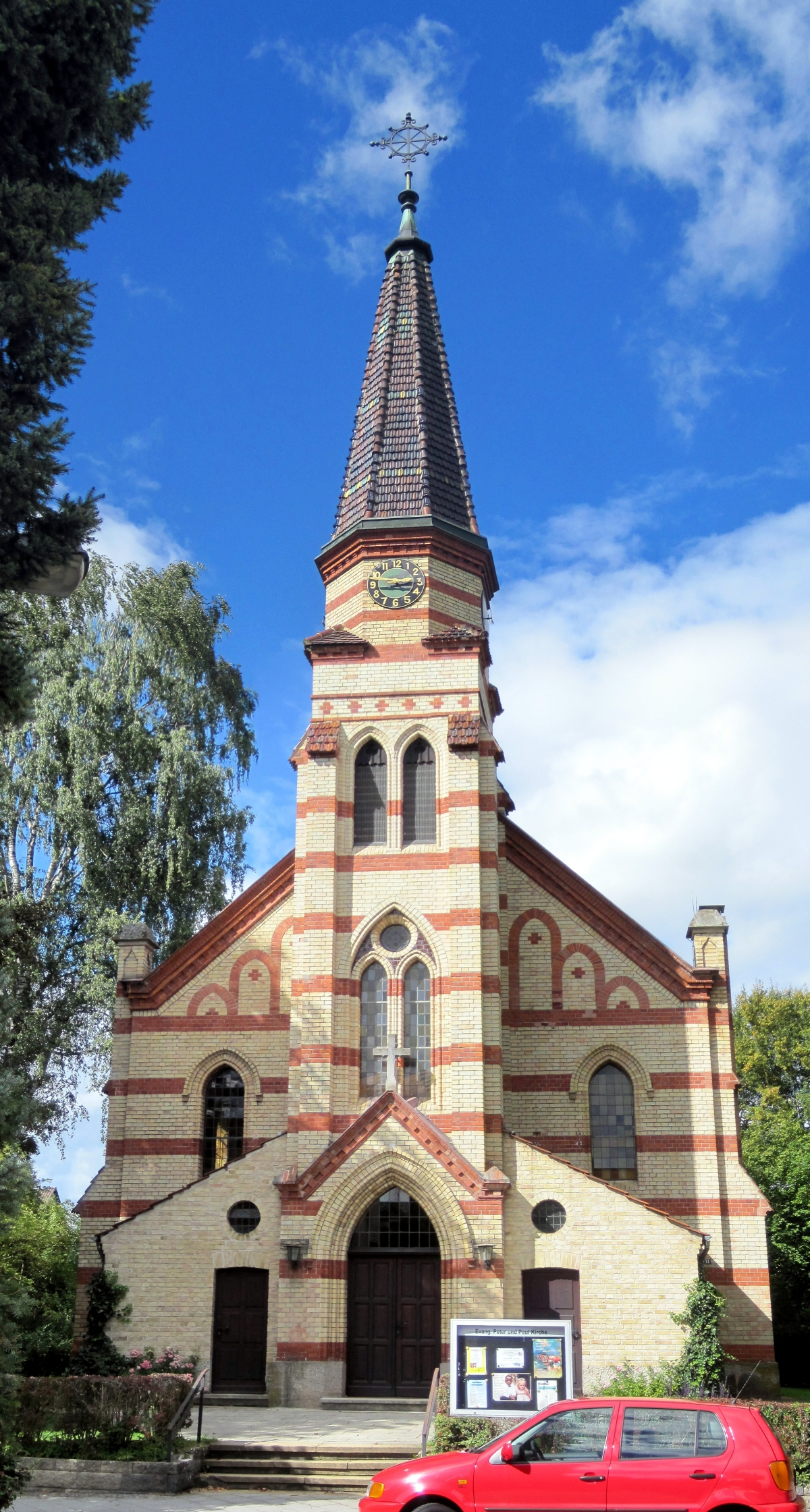
ラインフェルデンのペーターおよびパウル教会
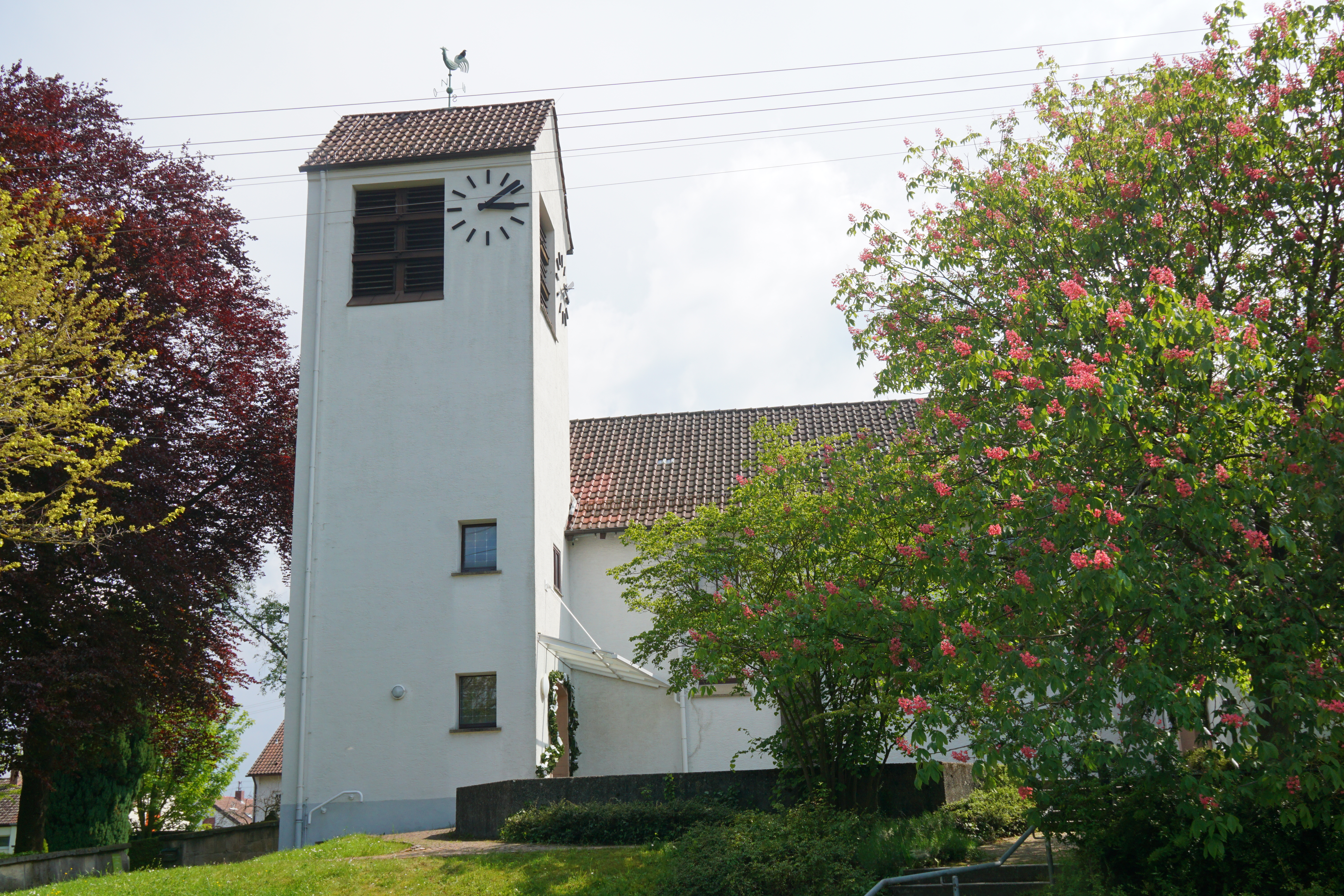
シュテッテン福音主義教会

会議・集会センター・フィルダーハレは、1958年に初めは多目的ホールとして建設され、1979年から拡張工事が行われた。

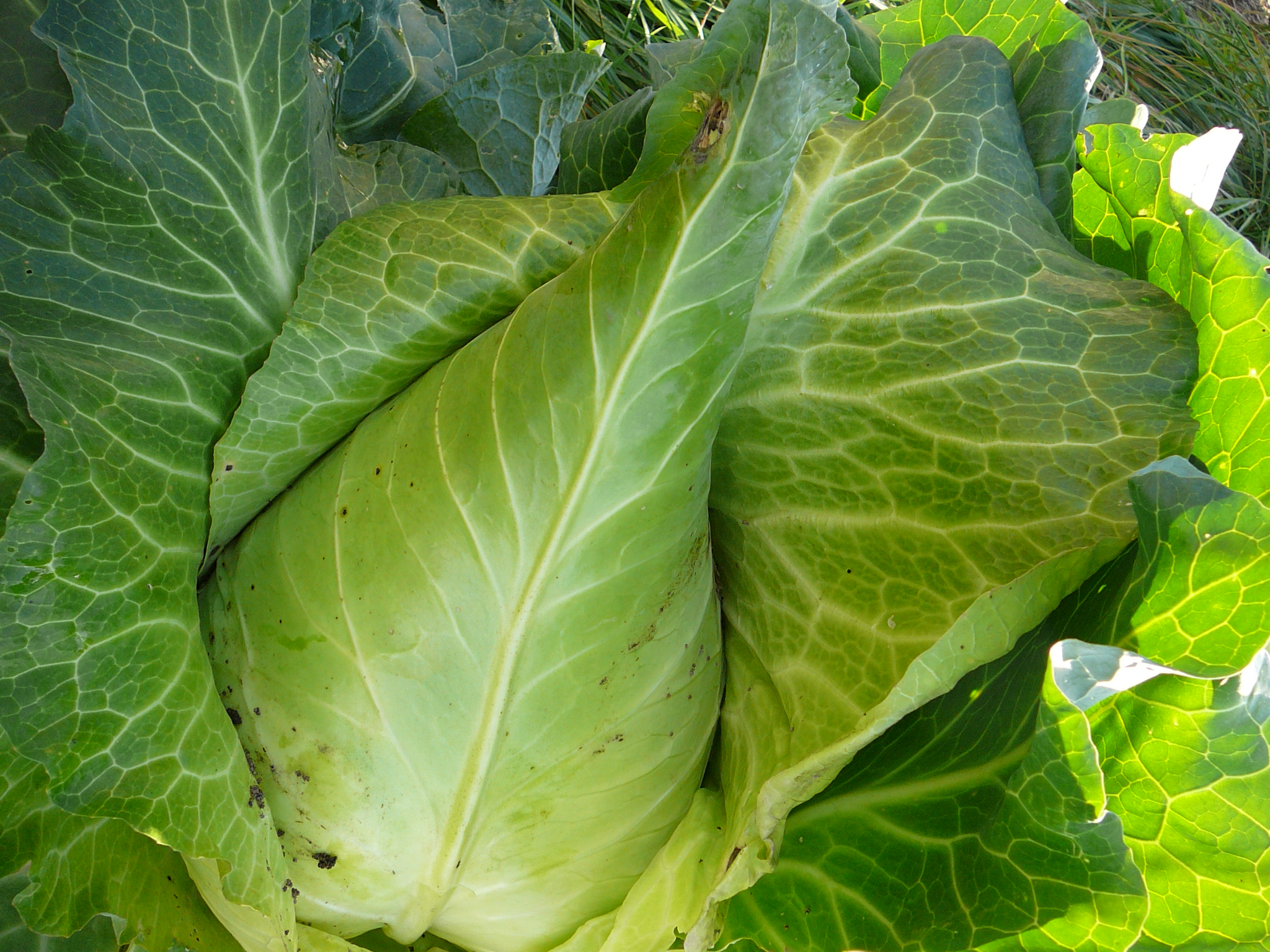
フィルダークラウト

### 名物料理・食材
- フィルダークラウト: フィルダー地方（ドイツ語版、英語版）でのみ栽培されている特別なキャベツである。このキャベツは丸くなく、先端が尖った形をしている。このため、「シュピッツクラウト」（直訳: 尖ったキャベツ）とも呼ばれる。この地域にはフィルダークラウトを特に上質なザウアークラウトに加工するキャベツ工場が3社ある。
- ダイエ: 薄いパイ生地にクリームとハーブをトッピングした料理である。ダイエは、たとえばエヒターディンゲンのバックハウス（パン焼き窯）でのクラウトフェスト（キャベツ祭）などで焼きたてが供される。

### 年中行事
1979年から、10月第3週末にラインフェルデン＝エヒターディンゲンのすべての市区で地元のクラブや団体が主催するフィルダークラウトフェストが開催される。これは約4万人の来場者を集めるドイツ最大のキャベツイベントである。
5月1日と昇天の祝日（父の日）には、30年以上前からモイレスミューレで5月のホッケッツェ「ミューレントルーベル」が開催される。
夏休みの少し前、7月第3週末にシュテッテン市区でオープンエア・フェスティバル「Uff dr Wies」が開催される。これには地元のロックバンド、ポップスバンドが出演する。日曜日には、音楽クラブ・シュテッテン/フィルダーがブラスミュージックを演奏する。

## 経済と社会資本

### 交通

#### 空港
シュトゥットガルト空港は、これに付随するSバーンの駅や計画中の遠距離列車の駅を含めて、ラインフェルデン＝エヒターディンゲンの市域の東側に位置している。ただし、駐機場、滑走路、誘導路の大部分がシュトゥットガルトと東隣のフィルダーシュタットの市域内にある。フィルダーシュタットには管制塔もある。

#### 道路
ラインフェルデン＝エヒターディンゲンは、1936年から連邦アウトバーン8号線（A8号線、カールスルーエ - シュトゥットガルト - ウルム - ミュンヘン）および連邦道27号線（B27号線、シュトゥットガルト - テュービンゲン）に面している。この2本の道路の交差点（シュトゥットガルト＝デガーロッホ・インターチェンジ、エヒターディンガー・アイとも呼ばれる）は、バーデン＝ヴュルテンベルク州で最も交通量の多い交差点である。ラインフェルデン＝エヒターディンゲンへは、シュトゥットガルト＝デガーロッホ・インターチェンジの他に、シュトゥットガルト＝メーリンゲンやシュトゥットガルト空港/メッセのインターチェンジからもアクセス可能である。

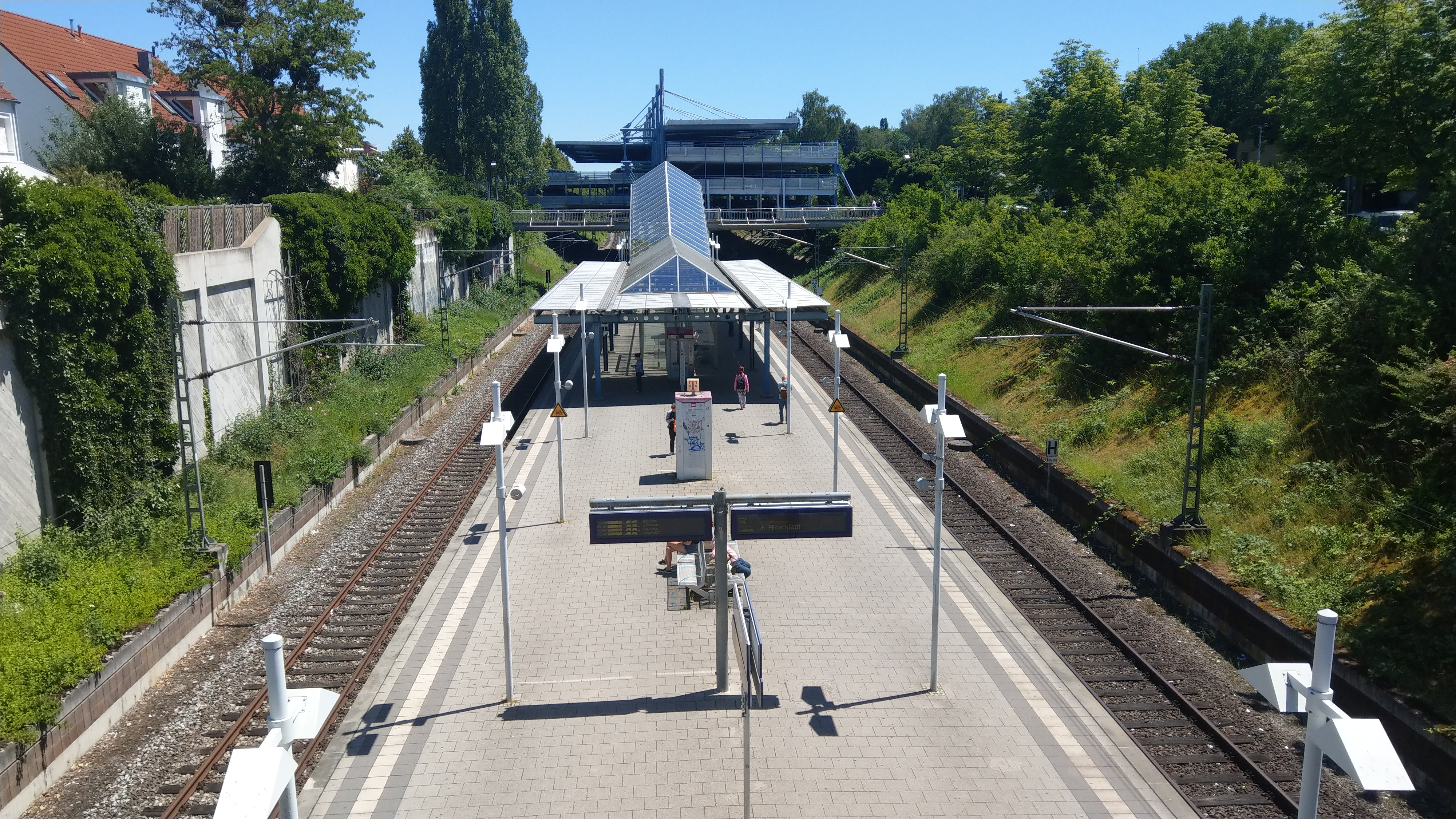
エヒターディンゲン駅

#### 鉄道
メーリンゲンからノイハウゼン・アウフ・デン・フィルデルンへの狭軌のフィルダー鉄道によってこの街は1897年に鉄道網に接続した。エヒターディンゲンの駅舎は、ヴュルテンベルク統一駅舎 Type IIIa で建設された。この路線は1902年に標準軌に拡張された。
1928年にシェーンブーフ鉄道（ジーベンミューレンタール鉄道とも呼ばれる）の名の下に、ファイインゲン・アウフ・デン・フィルデルンからラインフェルデンおよびムスベルクを経由してヴァルデンブーフに至る鉄道路線が完成した。この路線は、ベーブリンゲンからデッテンハウゼンに至る現在のシェーンブーフ鉄道とは異なる。ムスベルクからヴァルデンブーフまでの区間は1956年に廃止され、残りのラインフェルデン - ムスベルク間も1972年に廃止された。この措置により、フィルダー鉄道の標準軌区間はノイハウゼンからファイインゲン・アウフ・デン・フィルデルンの路線と結ばれ、その替わりにメーリンゲンからラインフェルデン経由でエヒターディンゲンに至るフィルダー鉄道の電化された狭軌路線が設けられた。

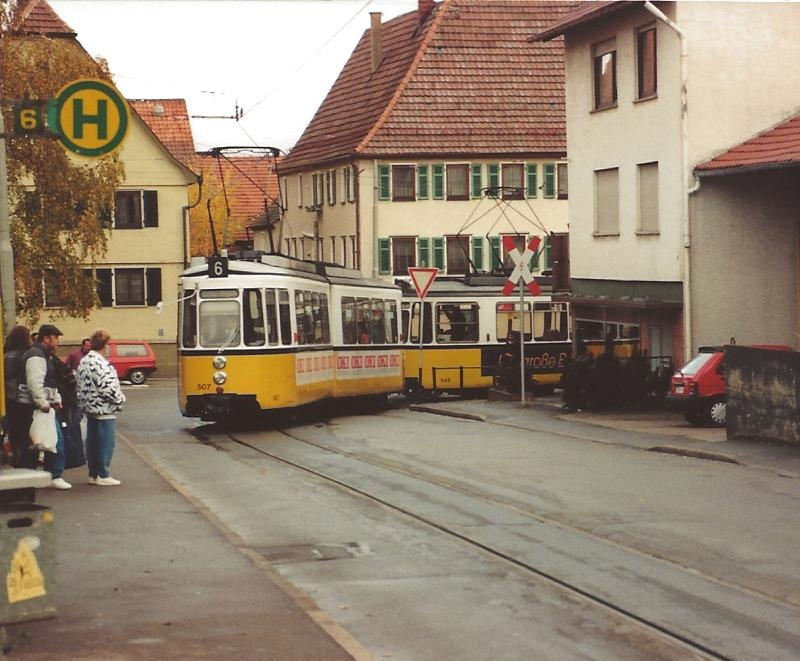
エヒターディンゲンを運行していたシュトゥットガルト市電（1990年）

この支線は1934年にシュトゥットガルト市電 (SSB) の路線網および料金体制に組み込まれ、1964年5月1日からシュトゥットガルトからエヒターディンゲンまで、Typ GT4 の連結車両で直通運転がなされるようになった。1989年にオーバーアイヒェンまでのシュトゥットガルトSバーンが完成した後、この路線のラインフェルデンからエヒターディンゲンまでの区間は1990年11月3日に廃止された。新しいシュタットバーンはシュトゥットガルトからラインフェルデンまでの運行となった。しかし、今日の観点からすれば急遽廃止され、今も路線施設が残っている区間を拡充しようとする計画が検討されている。2021年12月以降、エヒターディンゲンはU6号線で市電網に接続している。
フィルダー鉄道の残っていた貨物運行は1983年に廃止されたが、1993年からオーバーアイヒェン経由で空港まで行くSバーン路線がこの路線の一部を利用している。

#### 公共旅客近郊交通
ラインフェルデン＝エヒターディンゲンの公共旅客近郊交通 (ÖPNV) はシュトゥットガルトSバーンの S2号線（フィルダーシュタット - シュトゥットガルト - ショルンドルフ）と S3号線（空港 - シュトゥットガルト - バックナング）（市内の駅は、オーバーアイヒェン、ラインフェルデン、エヒターディンゲン、空港）および SSB のシュタットバーン路線 U5号線（ラインフェルデン - 中央駅 - キレスベルク; 市内の駅はラインフェルデン・フランク、ウンターアイヒェン、ラインフェルデン）と U6号線（ゲルリンゲン - 中央駅 - 空港/メッセ; 市内の駅はエヒターディンゲン・シュタディオーン通り、エヒターディンゲン・メッセ西、空港/メッセ）が担っている。また、SSBのバス路線 76号、77号、FMOのバス路線 812/813号、814号、818号、819号、826号、828号、X82号が市内を運行している。いずれの路線もシュトゥットガルト交通・運賃連盟 (VVS) の統一料金が適用される。

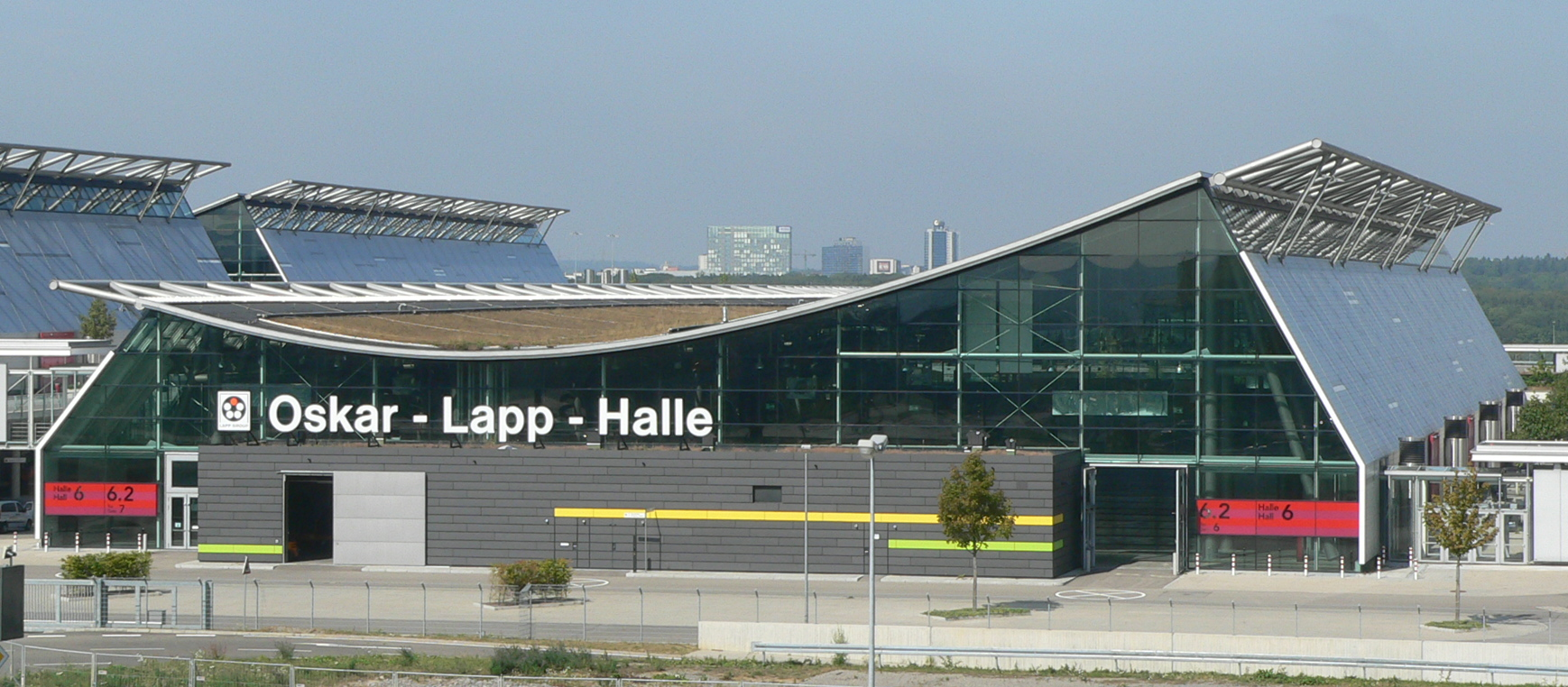
メッセ・シュトゥットガルト（第6ホール）

### 地元企業
- シュトゥットガルト空港のターミナルは、エヒターディンゲンの市区内にある。
- 空港近くのメッセ・シュトゥットガルトは本市の市域内に位置している。
- ラインフェルデンには、1955年からロバート・ボッシュ GmbH の電子工具部門の本拠地がある。ここでは約1500人の従業員が働いている。
- ラインフェルデンにある現在の T-システム GmbH（ドイツ語版、英語版） の支社は、2000年までは前身企業デビス・システムハウスの本社であった。
- ロト・フランク AG は、世界最大級の窓用金具および天窓メーカーの1つに数えられる。この会社は12の工場併せて約3800人を雇用している。
- ダイムラー・トラック AG は2021年から本社をラインフェルデン＝エヒターディンゲンに置いている。
- 工業用安全技術のメーカーである EUCHNER GmbH + Co. KG 社は、ラインフェルデンの本社で約500人を雇用している。
- カルス出版（ドイツ語版、英語版） - 音楽出版社
- フライト・デザイン（ドイツ語版、英語版） - 航空機製造
- ソフトウェアおよびコンサルティング会社 msgライフは、エヒターディンゲンの本社に約450人を雇用している。
- ロジカ・ドイチュラント GmbH & Co. KG は約2,200人の従業員を擁する IT- コンサルティングサービス企業である。
- コンラーディン・メディアグループ
- エヒターディンゲンは、1985年までオルガン製造業者ヴァイグレの本社所在地であった。
- Ehapa出版は、2001年までシュテッテンにあった。
- 多くの木材専門誌の出版社であるDRW-出版は、ラインフェルデン＝エヒターディンゲンに本社を置いている。

### メディア
ラインフェルデン＝エヒターディンゲンのニュースは、日刊紙シュトゥットガルト・ツァイトゥングとシュトゥットガルター・ナハリヒテンが、エヒターディンゲンに編集部を置いているフィルダー＝ツァイトングと共同で放送している。この他に、フィルダー＝ヴォーヘンブラット、フィルダー＝エクストラ、シュタットアンツァイガーなど、多くのコマーシャルペーパーがある。ラインフェルデン＝エヒターディンゲンの広報は、無料で各戸に配布されるアムツブラットである。

### 公共施設
ラインフェルデン＝エヒターディンゲンには屋内プール、市立図書館、多くのスポーツ施設や体育館、警察署、公証人役場がある。図書館は4つの市区にそれぞれ存在する。ムスベルク市区とシュテッテン市区の分館は、以前市の緊縮財政の結果、閉鎖の危機に瀕したため、ボランティアにより自主的に運営されている。ムスベルクの図書館は、2004年からラインフェルデン＝エヒターディンゲン市立図書館援助協会 e.V. のメンバーによりボランティアベースで、それでもラインフェルデン＝エヒターディンゲン市立図書館の一部として運営されていたが、2009年5月以降ムスベルクのアイヒベルクシューレ（学校）に移転し、完全に援助協会のボランティアベースで運営されている。シュテッテンの図書館は、2010年に元の場所を閉鎖した後、2010年10月にリンダッハシューレの仮スペースで完全にボランティアにより運営されている。この2つのボランティアが運営する図書館は、アイヒベルクシューレ、リンダッハシューレ、およびシュテッテンの養護学校の生徒の年齢層に合わせて、主に子供や若者向けのメディアを中心に収蔵しているが、大人向けの雑誌やメディアも少しながら置いている。
2007年10月に、ラインフェルデン＝エヒターディンゲン市内に新しいメッセ・シュトゥットガルトがオープンした。

### 消防団
1975年にシュテッテンの祝祭ホールで結成されたラインフェルデン＝エヒターディンゲン消防団は、ラインフェルデン＝エヒターディンゲン市の公益団体である。消防団は4つの分団、すべての市区を担当する青少年消防団、シニア消防団がある。シュトゥットガルト空港や連邦道27号線の市内区間へも日々出動している。
消防団全体での年間出動回数は約250回である。
この他に、シュトゥットガルト空港、ロト・フランク AG、ローベルト・ボッシュ GmbH には独自の消防団が存在する。2007年4月には新しい州立メッセの防火のためにメッセ・シュトゥットガルト消防団が発足した。

### 教育
ラインフェルデン＝エヒターディンゲンには、ギムナジウムが2校（インマヌエル＝カント＝ギムナジウムとフィリップ＝マテウス＝ハーン＝ギムナジウム）、実科学校が1校（インマヌエル＝カント実科学校ラインフェルデン）、養護学校が1校（リンダッハ養護学校シュテッテン）、基礎課程・作業実科学校が1校（ルートヴィヒ＝ウーラント＝シューレ・ラインフェルデン）、自由活動学校が1校（PIEKS-自由活動学校・アン・デア・フィルデルン）、基礎課程学校が5校（アイヒベルクシューレ・ムスベルク、ゴルトヴィーゼンシューレ・エヒターディンゲン、ツェッペリンシューレ・エヒターディンゲン、リンダッハシューレ・シュテッテン、シュエーンブーフシューレ・ラインフェルデン）ある。
1979年から音楽学校があり、市の音楽上の卒後教育の中心となっている。この学校には、クラシック、ジャズ、ポップ、および歌唱と楽器演奏のコースがある。

### ライフライン
本市は、フィルダー水供給目的連合に加盟している。下水の浄化は、ファインスバッハとライヒェンバッハの2つの汚水処理場で行われており、一部はシュトゥットガルトのプリーニンゲンおよびメーリンゲン汚水処理場でも処理される。

## 人物

### 出身者
- ファビオ・モレーナ（ドイツ語版、英語版）（1980年 - ）サッカー選手、指導者、解説者。

### ゆかりの人物
- フィリップ・マテウス・ハーン（ドイツ語版、英語版）（1739年 - 1790年）牧師、エンジニア。1781年から1790年に亡くなるまでエヒターディンゲンの牧師を務め、同時に重要な天文学者、起業家、デザイナーでもあった。
- パウル・シュラック（ドイツ語版、英語版）（1897年 - 1987年）化学者、発明家、教授。ラインフェルデン＝エヒターディンゲンで亡くなった。
- アンドレアス・ニシュヴィッツ（1957年 - ）フィギュアスケート選手。
- フランク・シュテプラー（ドイツ語版、英語版）（1989年 - ）レスリング選手。2020年東京オリンピック銅メダリスト。TSVムスベルクに所属。

## 関連図書
- Karl Eduard Paulus, ed (1851). “Leinfelden”. Beschreibung des Oberamts Stuttgart, Amt. Die Württembergischen Oberamtsbeschreibungen 1824–1886. Band 28. Stuttgart: J. B. Müller. pp. 179–185
- Karl Eduard Paulus, ed (1851). “Echterdingen”. Beschreibung des Oberamts Stuttgart, Amt. Die Württembergischen Oberamtsbeschreibungen 1824–1886. Band 28. Stuttgart: J. B. Müller. pp. 143–151
- Rudolf Schwarz, ed (2003). Stadtlexikon Leinfelden-Echterdingen Schwarz. Leinfelden-Echterdingen
- Uwe J. Reinhard et al (1991). Leinfelden-Echterdingen. Eine Stadt im Bild. Leinfelden-Echterdingen: DRW. ISBN 978-3-87181-266-8
- Bernd Klagholz (2008). Der Tag von Echterdingen. Zeppelin LZ 4 auf den Fildern. Katastrophe und Neubeginn der Luftschifffahrt. Stadtarchive Filderstadt und Leinfelden-Echterdingen. ISBN 978-3-934760-10-3
- Manuel Werner (2003). “Macht und Ohnmacht jugendlicher Luftwaffenhelfer. Ein Beispiel vom Fliegerhorst und KZ Echterdingen/Filder”. In Landeszentrale für politische Bildung Baden-Württemberg/Erzieherausschuss der Gesellschaft für Christlich-Jüdische Zusammenarbeit Stuttgart. Durch Faszination zur Macht – die Faszination der Macht. Bausteine zum Verhältnis von Macht und Manipulation. Handreichungen für den Unterricht. Stuttgart
- Thomas Faltin et al (1998). Im Angesicht des Todes. Das KZ-Außenlager Echterdingen 1944/45 und der Leidensweg der 600 Häftlinge. Stadtarchiv Leinfelden-Echterdingen. ISBN 978-3-00-002898-4
- Landesarchiv Baden-Württemberg i. V., Landkreis Esslingen, ed (2009). Der Landkreis Esslingen, Band 2. Ostfildern: Jan Thorbecke Verlag. p. 109. ISBN 978-3-7995-0842-1

### 訳注
1. ↑  ドイツ語: vielは「多くの」を意味しており、管弦楽団を意味する一般的な語である Philharmoniker と語呂合わせになっている。